# جيروذ ضيق الحنك
جيروذ ضيق الحنك (الاسم العلمي:Neotoma angustapalata) هي نوع من الحيوانات تتبع جنس الجيروذ من فصيلة الفأرية.